# 元木末吉
元木末吉（?–1945年11月30日）為電影《太平洋的奇蹟》中的虛構角色，在電影中是一位在塞班島戰役時期時歸於美軍收容營的日本人，因曾在新加坡學習英語，而在戰爭後期協助美軍並勸道日本軍投降，在大場榮上尉領兵下山投降前夕被日本軍人埋伏槍殺.

## 相關連結
- 太平洋的奇迹
- 阿部真夫